# NGC 5434
NGC 5434 é uma galáxia espiral (Sc) localizada na direcção da constelação de Boötes. Possui uma declinação de +09° 26' 52" e uma ascensão recta de 14 horas, 03 minutos e 23,1 segundos.
A galáxia NGC 5434 foi descoberta em 25 de Abril de 1883 por Ernst Wilhelm Leberecht Tempel.